# سوميدا (نهر)

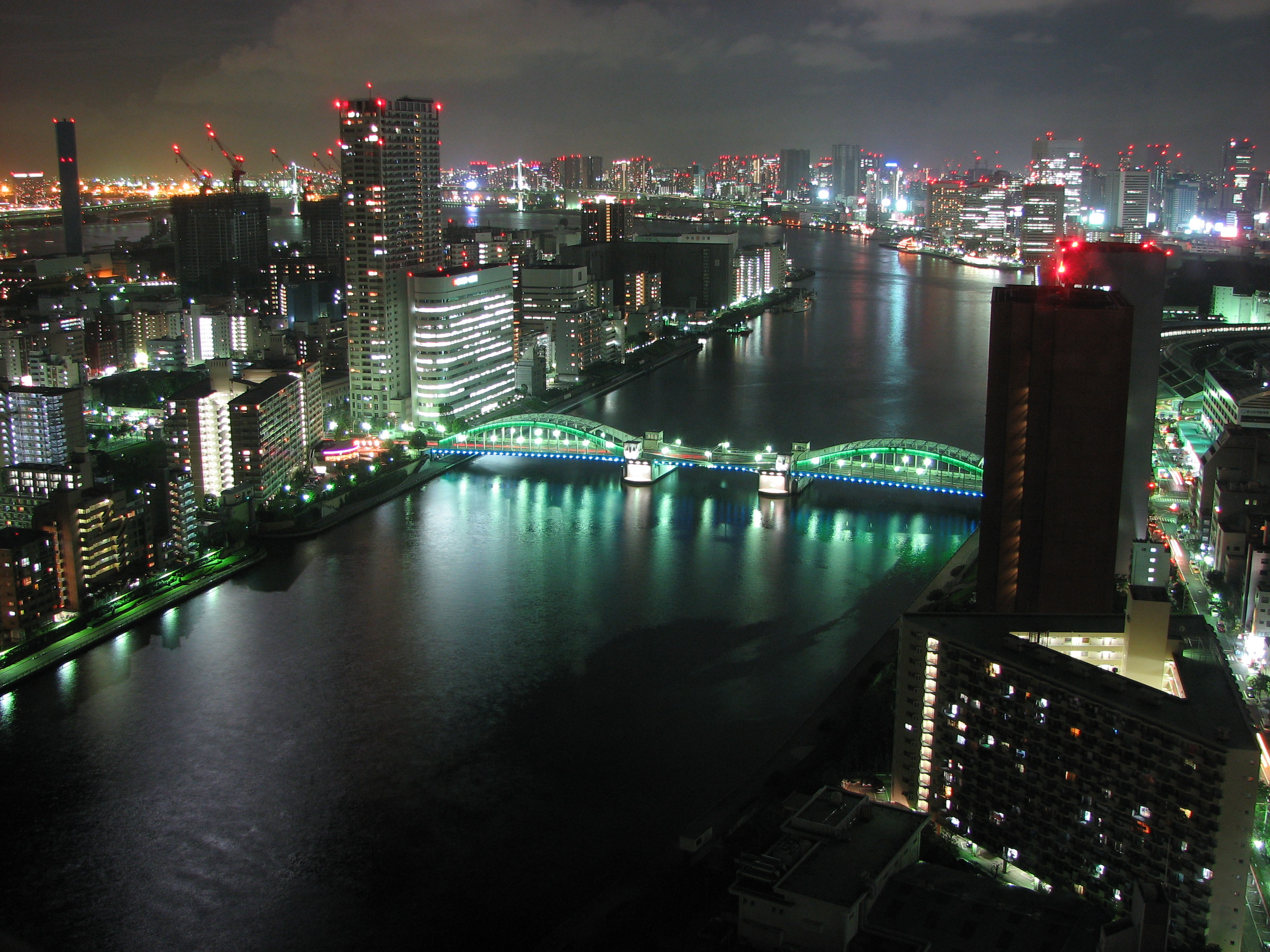
نهر سوميدا ليلا

سوميدا (باليابانية: 墨田) هو نهر في اليابان، يصب في خليج طوكيو.
ينبع نهر أرا-كاوا، والذي يبلغ طوله 177 كلم، في الجبال الواقعة شمالي سهول كانتو، ويشكل نهر سوميدا آخر فروعه، يمتد على بضعة كيلومترات قبل أن يصب في خليج طوكيو.
يجتاز السوميدا العاصمة طوكيو. تنتشر على ضفافه بيوت الشاي التقليدية (تتخذ لتقديم مشروب الشاي)، الحي القديم (القصبة)، وأحياء الملاهي. استمد العديد من الفنانين والكتاب وغيرهم إيحاءاتهم من منظر ضفافه. عبر الكاتب ناغائي كافو في روايته نهر سوميدا (Sumida-gawa، 1909) عن إعجابه بالجو الذي يحيط بالأحياء التجارية في قصبة مدينة إيدو (طوكيو).

## معرض صور

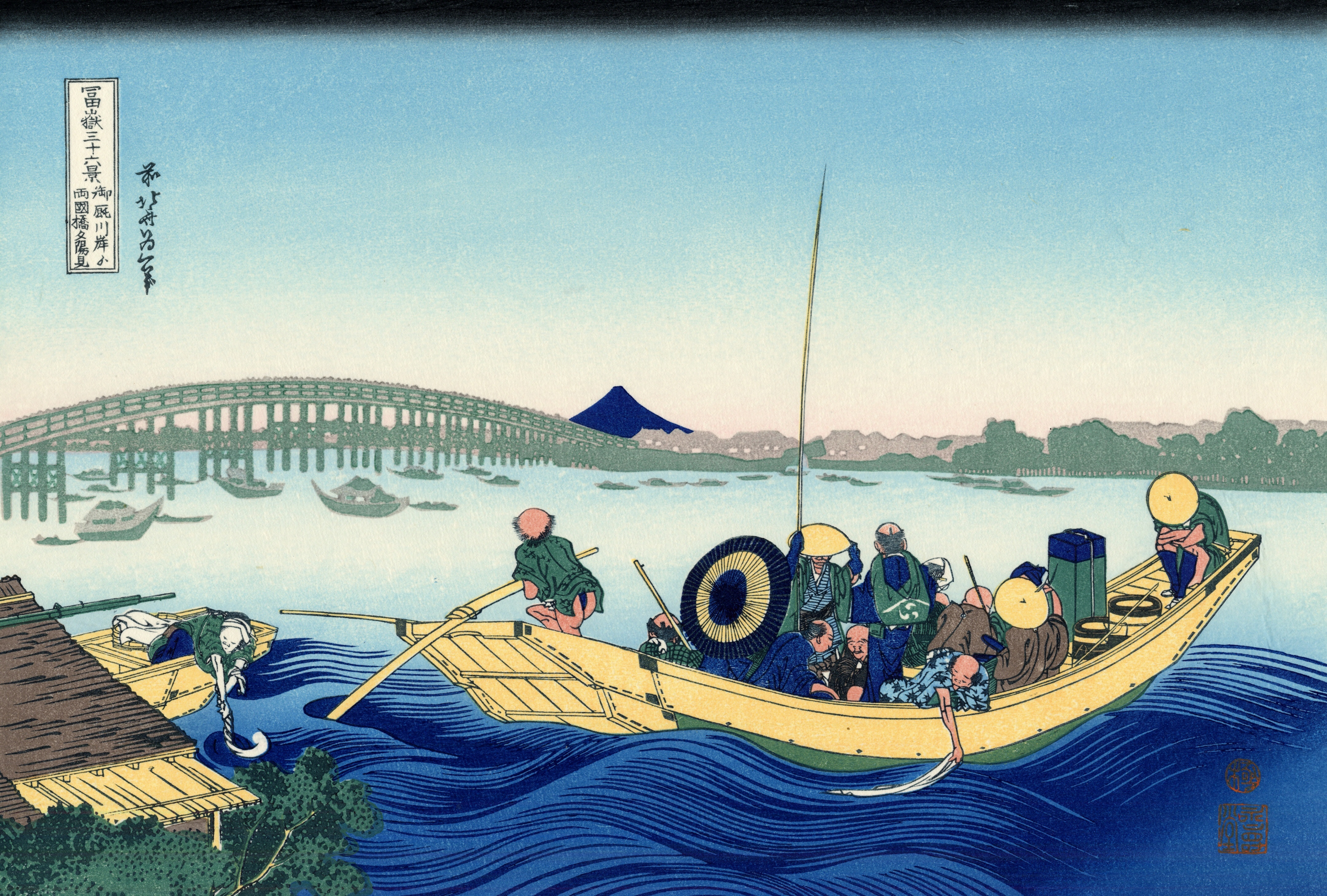
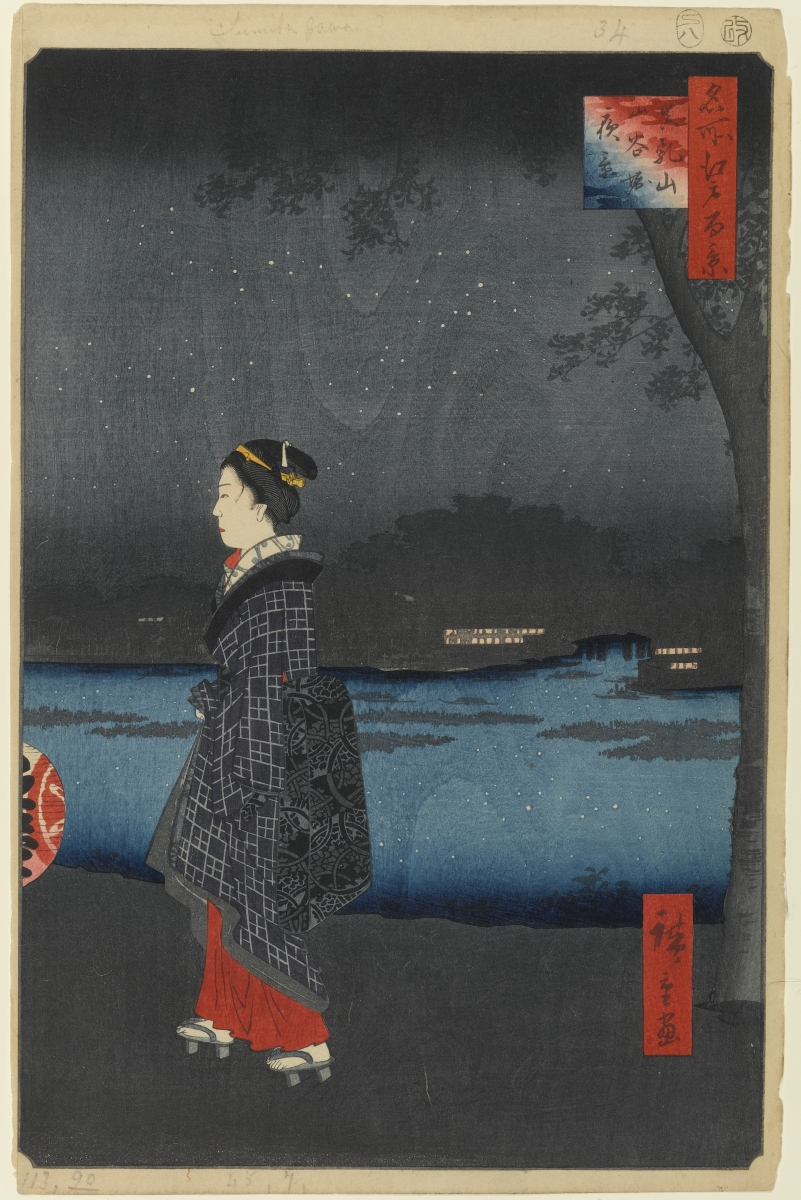
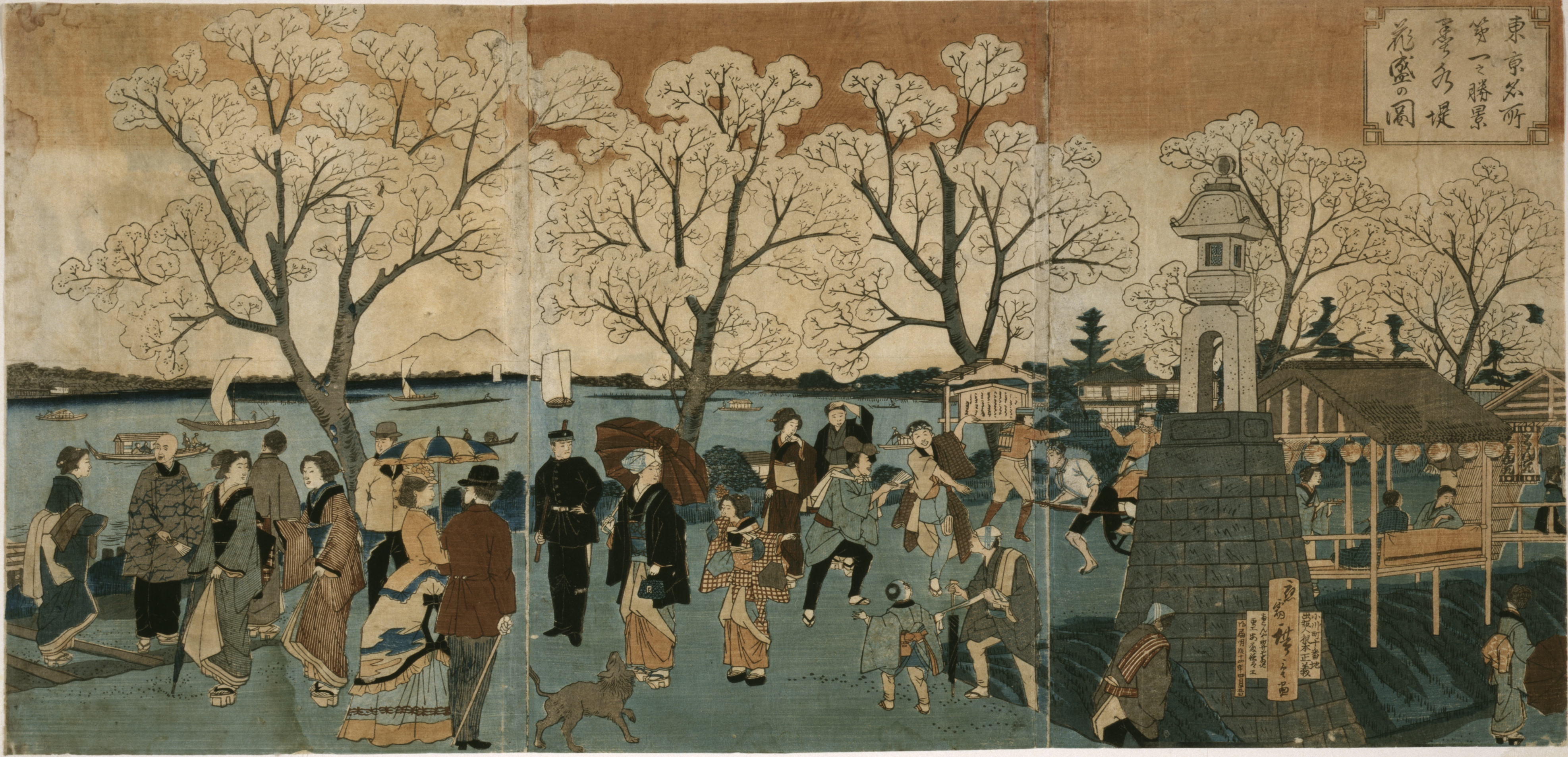
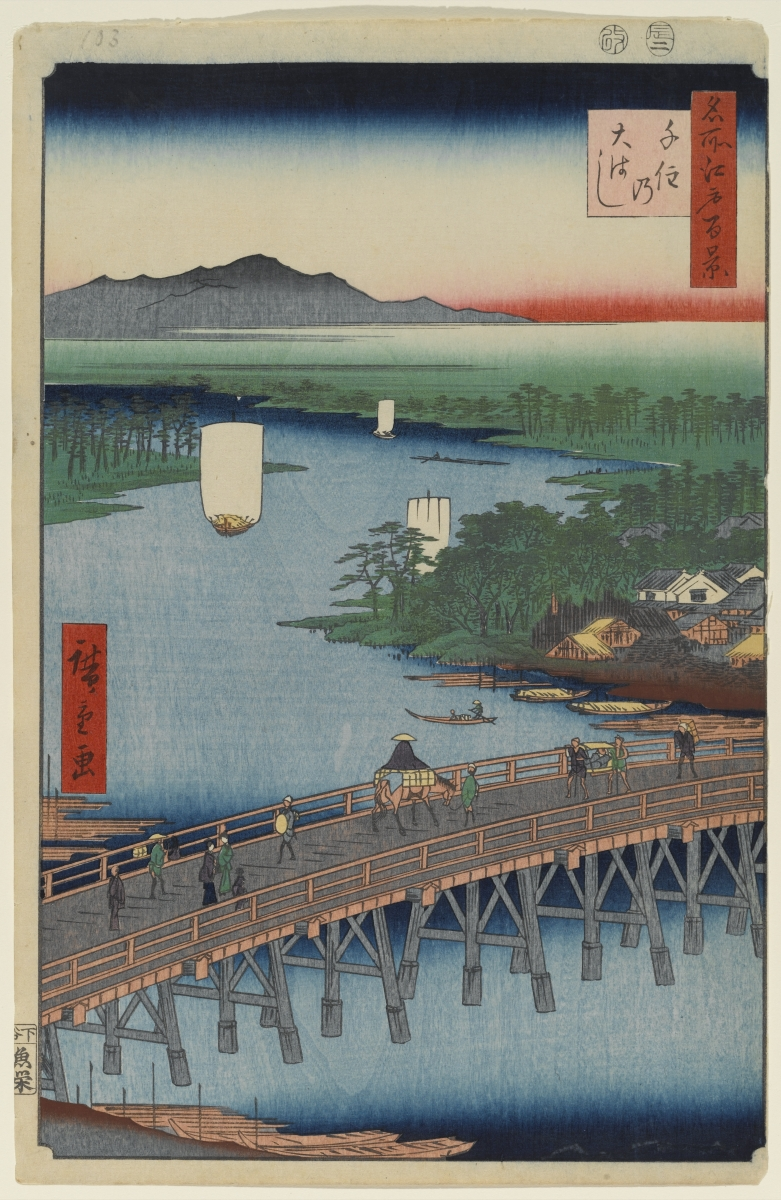